# Wyźrał
Wyźrał – wieś w Polsce położona w województwie małopolskim, w powiecie wadowickim, w gminie Brzeźnica. Leży na Pogórzu Wielickim (260–280 m n.p.m.) przy drodze Wadowice – Brzeźnica.
W latach 1975–1998 miejscowość administracyjnie należała do województwa bielskiego.

## Historia
Wieś o bardzo krótkiej historii. Stworzona po 1945 roku z części wsi Lgota i wsi Witanowice. Etymologicznie słowo "wyźrał" określało miejsce związane ze strażnicą (średniowieczne miejsce do obserwowania).